# Раздрто (Брод-Моравице)
45°29′ пн. ш. 15°02′ сх. д. / 45.48° пн. ш. 15.03° сх. д.
Раздрто (хорв. Razdrto) — населений пункт у Хорватії, в Приморсько-Горанській жупанії у складі громади Брод-Моравиці.

## Населення
Населення за даними перепису 2011 року становило 2 осіб.
Динаміка чисельності населення поселення:

## Клімат
Середня річна температура становить 8,92 °C, середня максимальна – 22,21 °C, а середня мінімальна – -5,96 °C. Середня річна кількість опадів – 1429 мм.
| Клімат поселення                              | Клімат поселення | Клімат поселення | Клімат поселення | Клімат поселення | Клімат поселення | Клімат поселення | Клімат поселення | Клімат поселення | Клімат поселення | Клімат поселення | Клімат поселення | Клімат поселення | Клімат поселення |
| Показник                                      | Січ.             | Лют.             | Бер.             | Квіт.            | Трав.            | Черв.            | Лип.             | Серп.            | Вер.             | Жовт.            | Лист.            | Груд.            |                  |
| Середній максимум, °C                         | 6,09             | 7,12             | 10,25            | 14,28            | 18,89            | 22,21            | 21,56            | 21,27            | 17,39            | 12,96            | 7,66             | 4,26             |                  |
| Середня температура, °C                       | 0,06             | 1,12             | 4,24             | 8,27             | 12,87            | 16,20            | 18,10            | 17,80            | 13,92            | 9,51             | 4,20             | 0,80             |                  |
| Середній мінімум, °C                          | −5,96            | −4,9             | −1,79            | 2,26             | 6,86             | 10,18            | 14,64            | 14,34            | 10,45            | 6,04             | 0,74             | −2,66            |                  |
| Норма опадів, мм                              | 80               | 86               | 103              | 123              | 110              | 133              | 107              | 118              | 133              | 157              | 158              | 121              |                  |
| Середньомісячна швидкість вітру, м/с          | 1.82             | 1.97             | 2.28             | 2.20             | 2.08             | 1.92             | 1.84             | 1.79             | 1.72             | 1.81             | 1.96             | 1.94             |                  |
| Середньомісячна сонячна радіація, кДж/м²·день | 4206             | 6962             | 10271            | 14587            | 18819            | 20423            | 21697            | 18426            | 13550            | 8737             | 4615             | 3504             |                  |
| --------------------------------------------- | ---------------- | ---------------- | ---------------- | ---------------- | ---------------- | ---------------- | ---------------- | ---------------- | ---------------- | ---------------- | ---------------- | ---------------- | ---------------- |
| Джерело:                                      |                  |                  |                  |                  |                  |                  |                  |                  |                  |                  |                  |                  |                  |